# Chapelle Sainte-Croix d'Alzen
La chapelle Sainte-Croix d'Alzen est une chapelle située à Alzen, dans le département de l'Ariège et dans la région Occitanie.

## Situation
L'édifice se trouve à 759 m d'altitude en situation prédominante dans l'arrondissement de Saint-Girons et la communauté de communes Couserans-Pyrénées.

## Histoire
Le monument est d'origine romane, les protestants l'ont incendié vers 1624, il a été reconstruit au XVIIIe siècle (pierre marquée de la date de 1732) et restauré au XIXe siècle. La chapelle était reliée au château des barons d'Alzen qui a maintenant disparu.
Les façades et les toitures sont inscrites au titre des monuments historiques par arrêté du 11 décembre 1995.

## Description
Elle comprend une nef à chevet plat correspondant à l'endroit de la croix où est posé le Christ crucifié posant sa tête ainsi que d'un oratoire dans le côté gauche de la nef. La façade côté ouest contient une pierre gravée de fleurs de Lys, symbole de la royauté.

### Galerie d'images

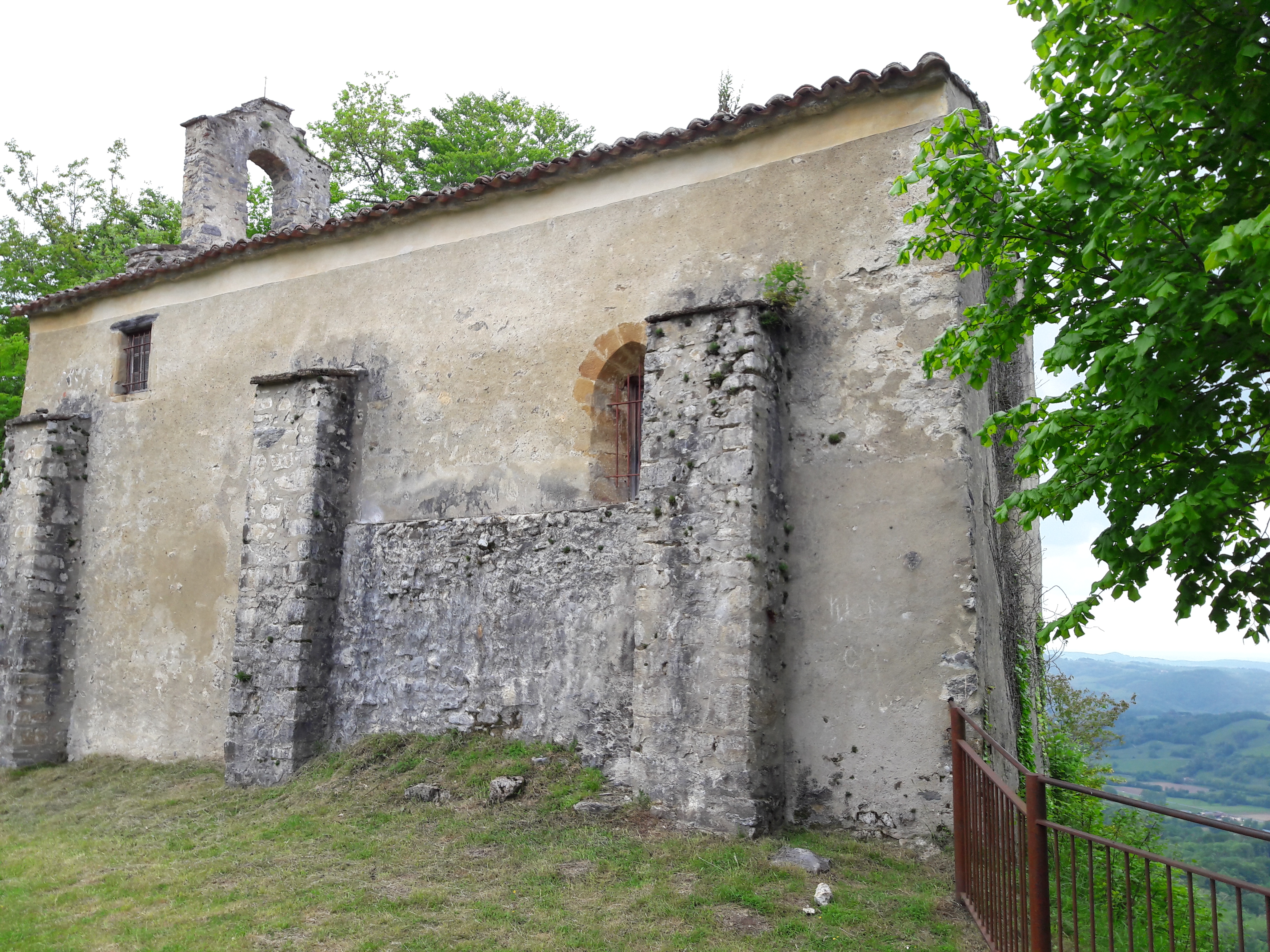
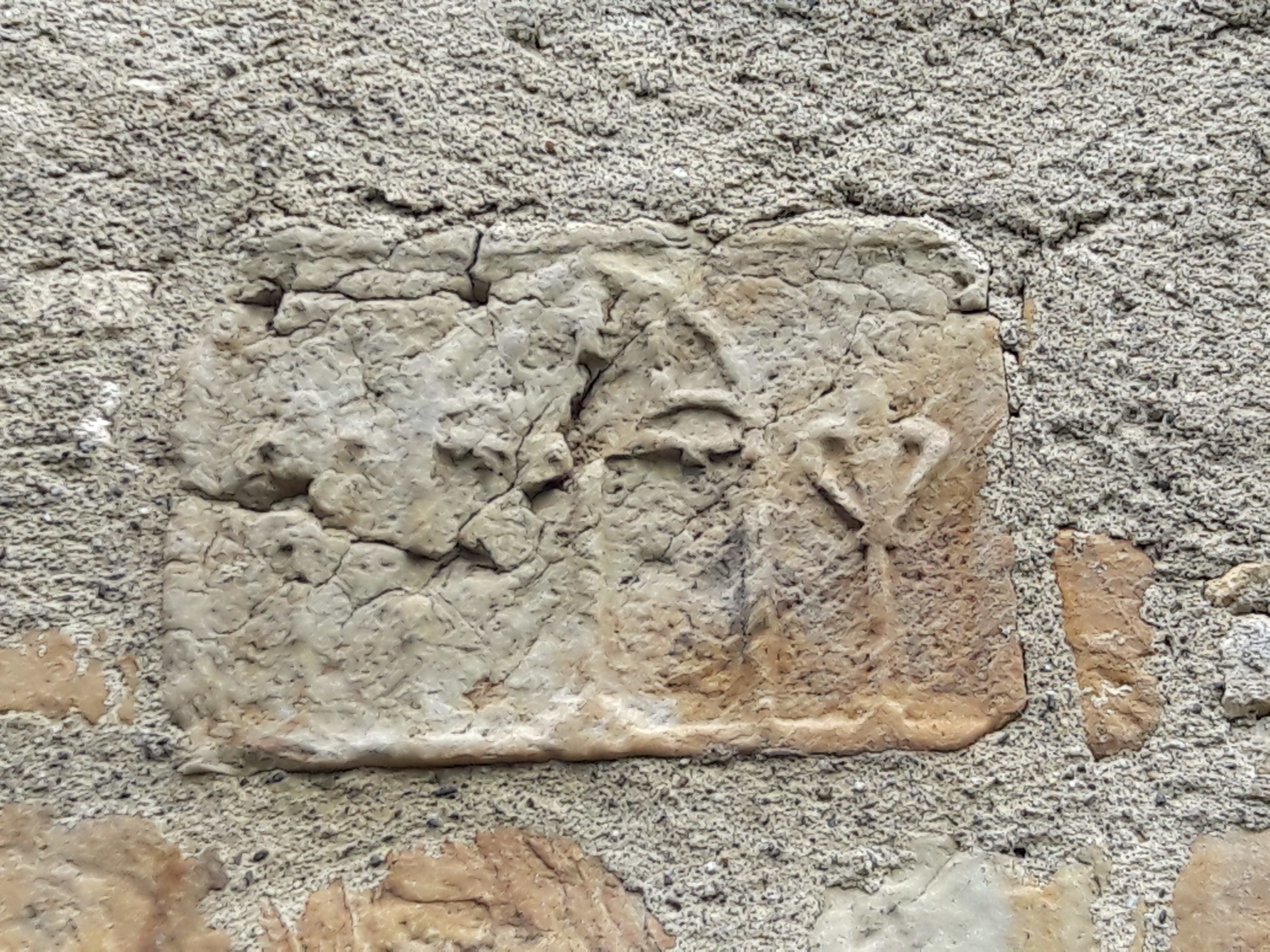
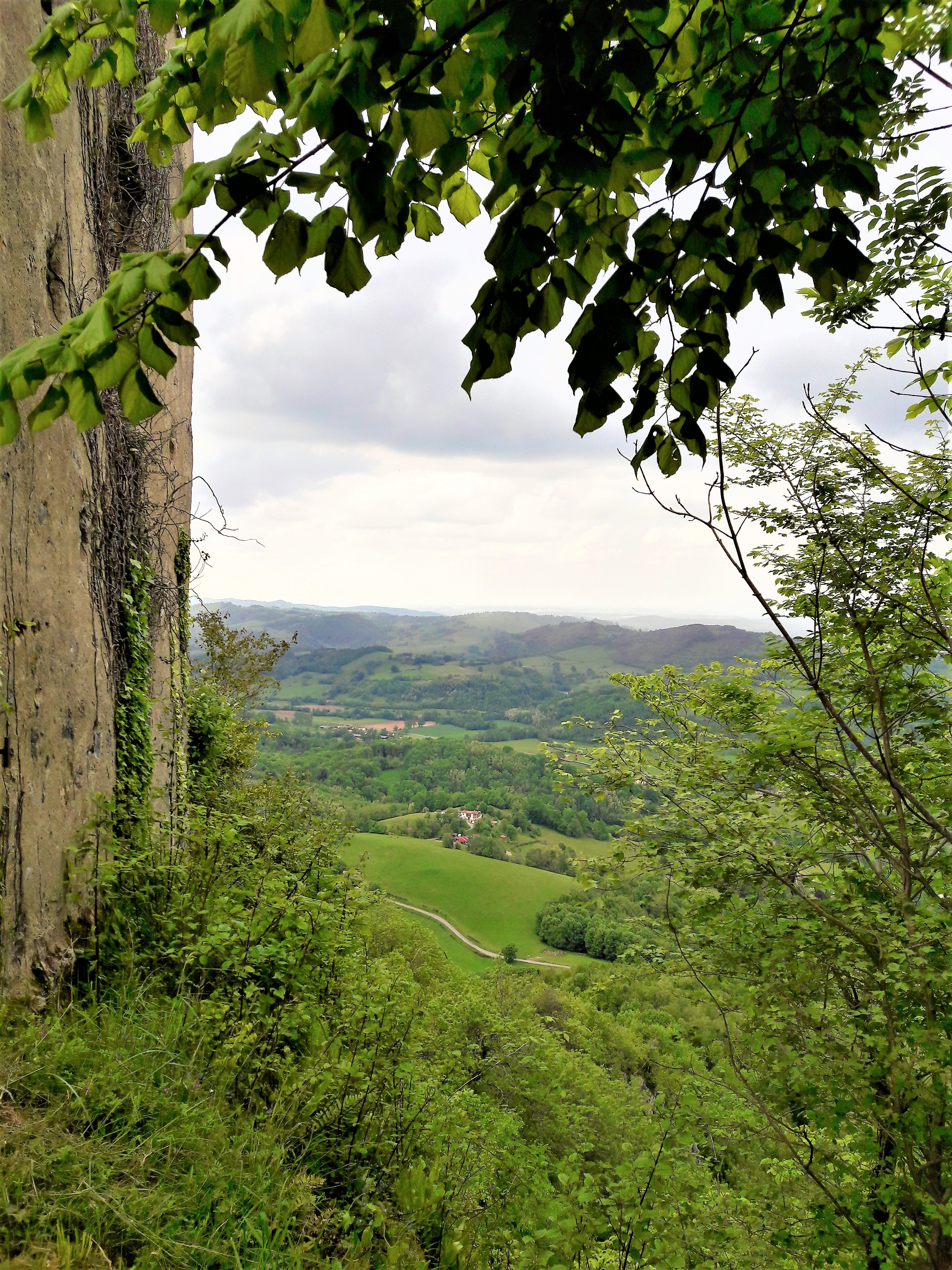